# Windsurf World Cup 2014
Der Windsurf World Cup 2014 begann mit dem Slalom World Cup in Sant Pere Pescador (Spanien) am 27. Mai 2014 und endete mit dem Slalom-Event in Nouméa auf Neukaledonien am 23. November 2014. Nach acht Jahren fand erstmals wieder ein Indoor-Event im Warschauer Nationalstadion statt.

## World-Cup-Wertungen

### Wave
| Rang | Name                   | Land                   | Punkte |
| ---- | ---------------------- | ---------------------- | ------ |
| 01   | Thomas Traversa        | Frankreich             | 8301   |
| 02   | Víctor Fernández López | Spanien                | 8202   |
| 03   | Ricardo Campello       | Venezuela              | 8021   |
| 04   | Marcilio Browne        | Brasilien              | 8021   |
| 05   | Alex Mussolini         | Spanien                | 7544   |
| 06   | Robby Swift            | Vereinigtes Königreich | 7527   |
| 07   | Philip Köster          | Deutschland            | 7395   |
| 08   | Klaas Voget            | Deutschland            | 7220   |
| 09   | Antoine Martin         | Frankreich             | 7115   |
| 10   | John Skye              | Vereinigtes Königreich | 7010   |

| Rang | Name                 | Land                   | Punkte |
| ---- | -------------------- | ---------------------- | ------ |
| 01   | Iballa Ruano Moreno  | Spanien                | 6234   |
| 02   | Daida Ruano Moreno   | Spanien                | 5888   |
| 03   | Alice Aruktin        | Frankreich             | 5822   |
| 04   | Amanda Beenen        | Niederlande            | 5756   |
| 05   | Steffi Wahl          | Deutschland            | 5690   |
| 06   | Sarah-Quita Offringa | Aruba                  | 5624   |
| 07   | Sarah Bibby          | Vereinigtes Königreich | 4998   |
| 08   | Carmen Afonso Martin | Spanien                | 3706   |
| 08   | Justyna Sniady       | Polen                  | 3706   |
| 10   | Olya Raskina         | Russland               | 3508   |

### Freestyle
| Rang | Name                   | Land        | Punkte |
| ---- | ---------------------- | ----------- | ------ |
| 01   | Gollito Estredo        | Venezuela   | 6168   |
| 02   | Steven van Broeckhoven | Belgien     | 6135   |
| 03   | Kiri Thode             | Bonaire     | 6086   |
| 04   | Amado Vrieswijk        | Bonaire     | 5954   |
| 05   | Dieter van der Eyken   | Belgien     | 5740   |
| 06   | Antony Ruenes          | Frankreich  | 5723   |
| 07   | Björn Saragoza         | Bonaire     | 5723   |
| 08   | Everon Frans           | Bonaire     | 5657   |
| 09   | Elton Frans            | Bonaire     | 5443   |
| 10   | Davy Scheffers         | Niederlande | 5295   |

| Rang | Name                      | Land        | Punkte |
| ---- | ------------------------- | ----------- | ------ |
| 01   | Sarah-Quita Offringa      | Aruba       | 4200   |
| 02   | Oda Johanne Brødholt      | Norwegen    | 4019   |
| 03   | Maaike Huvermann          | Niederlande | 4002   |
| 03   | Olya Raskina              | Russland    | 4002   |
| 05   | Yolanda Freites de Brendt | Venezuela   | 3968   |
| 06   | Maeli Cherel              | Australien  | 3772   |
| 06   | Maxime van Gent           | Bonaire     | 3772   |
| 08   | Francesca Floris          | Italien     | 3640   |
| 09   | Arrianne Aukes            | Niederlande | 2034   |
| 10   | Heleen Maijsers           | Niederlande | 1968   |

### Slalom
| Rang | Name              | Land                   | Punkte |
| ---- | ----------------- | ---------------------- | ------ |
| 01   | Antoine Albeau    | Frankreich             | 10170  |
| 02   | Cyril Moussilmani | Frankreich             | 10154  |
| 03   | Pierre Mortefon   | Frankreich             | 09890  |
| 04   | Ben van der Steen | Niederlande            | 09593  |
| 05   | Pascal Toselli    | Frankreich             | 09593  |
| 06   | Julien Quentel    | Saint-Martin           | 09527  |
| 07   | Arnon Dagan       | Israel                 | 09428  |
| 08   | Matteo Iachino    | Italien                | 09362  |
| 09   | Elton Frans       | Bonaire                | 09164  |
| 10   | Ross Williams     | Vereinigtes Königreich | 09098  |

| Rang | Name                        | Land       | Punkte |
| ---- | --------------------------- | ---------- | ------ |
| 01   | Delphine Cousin             | Frankreich | 6267   |
| 02   | Lena Erdil                  | Türkei     | 6135   |
| 03   | Valérie Arrighetti-Ghibaudo | Frankreich | 6036   |
| 04   | Maria Andrés                | Spanien    | 5805   |
| 05   | Mio Anayama                 | Japan      | 5574   |
| 06   | Ayuka Suzuki                | Japan      | 5558   |
| 07   | Sarah-Quita Offringa        | Aruba      | 4134   |
| 08   | Fuly Ünlü                   | Türkei     | 3870   |
| 09   | Marianne Kaplas             | Finnland   | 3738   |
| 10   | Ceren Yaman                 | Türkei     | 3573   |

## Podestplatzierungen Männer

### Wave
| Datum               | Ort            | 1. Platz                         | 2. Platz                         | 3. Platz                         |
| ------------------- | -------------- | -------------------------------- | -------------------------------- | -------------------------------- |
| 14.07. – 20.07.2014 | Pozo Izquierdo | Víctor Fernández López           | Ricardo Campello                 | Marcilio Browne                  |
| 04.08. – 10.08.2014 | El Médano      | Philip Köster                    | Thomas Traversa                  | Víctor Fernández López           |
| 15.09. – 22.09.2014 | Klitmøller     | Thomas Traversa                  | Víctor Fernández López           | Leon Jamaer Robby Swift          |
| 26.09. – 05.10.2014 | Sylt           | Wegen zu wenig Wind abgebrochen. | Wegen zu wenig Wind abgebrochen. | Wegen zu wenig Wind abgebrochen. |
| 18.10. – 26.10.2014 | Plomeur        | Ricardo Campello                 | Thomas Traversa                  | Marcilio Browne                  |
| 29.10. – 11.11.2014 | Maui           | Morgan Noireaux                  | Thomas Traversa                  | Marcilio Browne                  |

### Freestyle
| Datum               | Ort         | 1. Platz        | 2. Platz               | 3. Platz               |
| ------------------- | ----------- | --------------- | ---------------------- | ---------------------- |
| 20.06. – 24.06.2014 | Kralendijk  | Kiri Thode      | Steven van Broeckhoven | Amado Vrieswijk        |
| 25.07. – 02.08.2014 | Costa Calma | Gollito Estredo | Kiri Thode             | Steven van Broeckhoven |
| 26.09. – 05.10.2014 | Sylt        | Gollito Estredo | Antony Ruenes          | Steven van Broeckhoven |

### Slalom
| Datum               | Ort                | 1. Platz                                                   | 2. Platz                                                   | 3. Platz                                                   |
| ------------------- | ------------------ | ---------------------------------------------------------- | ---------------------------------------------------------- | ---------------------------------------------------------- |
| 27.05. – 01.06.2014 | Sant Pere Pescador | Antoine Albeau                                             | Cyril Moussilmani                                          | Pierre Mortefon                                            |
| 01.07. – 06.07.2014 | Awaza              | Wegen zu wenig Wind abgebrochen und die Punkte aufgeteilt. | Wegen zu wenig Wind abgebrochen und die Punkte aufgeteilt. | Wegen zu wenig Wind abgebrochen und die Punkte aufgeteilt. |
| 25.07. – 02.08.2014 | Costa Calma        | Antoine Albeau                                             | Cyril Moussilmani                                          | Pascal Toselli                                             |
| 26.08. – 31.08.2014 | Alaçatı            | Julien Quentel                                             | Antoine Albeau                                             | Pascal Toselli                                             |
| 26.09. – 05.10.2014 | Sylt               | Arnon Dagan                                                | Cyril Moussilmani                                          | Julien Quentel                                             |
| 18.10. – 26.10.2014 | Plomeur            | Wegen zu wenig Wind abgesagt.                              | Wegen zu wenig Wind abgesagt.                              | Wegen zu wenig Wind abgesagt.                              |
| 18.11. – 23.11.2014 | Nouméa             | Ben van der Steen                                          | Antoine Albeau                                             | Cyril Moussilmani                                          |

### Indoor
| Datum               | Ort      | Disziplin | 1. Platz           | 2. Platz           | 3. Platz        |
| ------------------- | -------- | --------- | ------------------ | ------------------ | --------------- |
| 05.09. – 07.09.2014 | Warschau | Wave      | Thomas Traversa    | Ricardo Campello   | Antoine Martin  |
| 05.09. – 07.09.2014 | Warschau | Freestyle | Nicolas Akgazciyan | Elton Frans        | Rafael de Windt |
| 05.09. – 07.09.2014 | Warschau | Slalom    | Ben Proffitt       | Nicolas Akgazciyan | ?               |

## Podestplatzierungen Frauen

### Wave
| Datum               | Ort            | 1. Platz                         | 2. Platz                         | 3. Platz                         |
| ------------------- | -------------- | -------------------------------- | -------------------------------- | -------------------------------- |
| 14.07. – 20.07.2014 | Pozo Izquierdo | Daida Ruano Moreno               | Iballa Ruano Moreno              | Steffi Wahl                      |
| 04.08. – 10.08.2014 | El Médano      | Daida Ruano Moreno               | Iballa Ruano Moreno              | Sarah-Quita Offringa             |
| 26.09. – 05.10.2014 | Sylt           | Wegen zu wenig Wind abgebrochen. | Wegen zu wenig Wind abgebrochen. | Wegen zu wenig Wind abgebrochen. |
| 29.10. – 11.11.2014 | Maui           | Iballa Ruano Moreno              | Fiona Wylde                      | Tiffany Ward                     |

### Freestyle
| Datum               | Ort         | 1. Platz             | 2. Platz         | 3. Platz             |
| ------------------- | ----------- | -------------------- | ---------------- | -------------------- |
| 20.06. – 24.06.2014 | Kralendijk  | Sarah-Quita Offringa | Maaike Huvermann | Arrianne Aukes       |
| 25.07. – 02.08.2014 | Costa Calma | Sarah-Quita Offringa | Olya Raskina     | Oda Johanne Brødholt |

### Slalom
| Datum               | Ort     | 1. Platz                      | 2. Platz                      | 3. Platz                      |
| ------------------- | ------- | ----------------------------- | ----------------------------- | ----------------------------- |
| 01.07. – 06.07.2014 | Awaza   | Delphine Cousin               | Valérie Arrighetti-Ghibaudo   | Lena Erdil                    |
| 26.08. – 31.08.2014 | Alaçatı | Sarah-Quita Offringa          | Delphine Cousin               | Lena Erdil                    |
| 18.10. – 26.10.2014 | Plomeur | Wegen zu wenig Wind abgesagt. | Wegen zu wenig Wind abgesagt. | Wegen zu wenig Wind abgesagt. |
| 18.11. – 23.11.2014 | Nouméa  | Delphine Cousin               | Lena Erdil                    | Sarah-Quita Offringa          |

### Indoor
| Datum               | Ort      | Disziplin | 1. Platz             | 2. Platz       | 3. Platz         |
| ------------------- | -------- | --------- | -------------------- | -------------- | ---------------- |
| 05.09. – 07.09.2014 | Warschau | Wave      | Amanda Beenen        | Justyna Sniady | Arrianne Aukes   |
| 05.09. – 07.09.2014 | Warschau | Freestyle | Sarah-Quita Offringa | Arrianne Aukes | Maaike Huvermann |
| 05.09. – 07.09.2014 | Warschau | Slalom    | Lena Erdil           | Zofia Klepacka | Arrianne Aukes   |

## Nationencup
| Rang | Land        | Punkte |
| ---- | ----------- | ------ |
| 01   | Frankreich  | 6,7    |
| 02   | Niederlande | 19     |
| 03   | Aruba       | 21     |
| 04   | Venezuela   | 26     |
| 05   | Bonaire     | 26,2   |

## Konstrukteurscup
| Rang | Firma        | Punkte |
| ---- | ------------ | ------ |
| 01   | Starboard    | 5,4    |
| 02   | Tabou        | 7,7    |
| 03   | Fanatic      | 8      |
| 04   | JP Australia | 13     |
| 05   | Patrik       | 17     |

| Rang | Firma       | Punkte |
| ---- | ----------- | ------ |
| 01   | Gaastra     | 4,4    |
| 02   | North Sails | 8      |
| 02   | Severne     | 8      |
| 04   | Neil Pryde  | 8,7    |
| 05   | Point-7     | 19     |

| Rang | Firma       | Punkte |
| ---- | ----------- | ------ |
| 01   | Gaastra     | 4,4    |
| 02   | North Sails | 8      |
| 02   | Severne     | 8      |
| 04   | Neil Pryde  | 8,7    |
| 05   | Point-7     | 19     |